# Tomasz Siemoniak

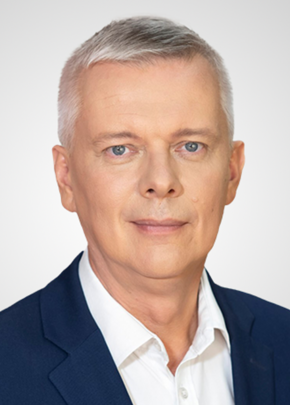
Tomasz Siemoniak (2024)

Tomasz Siemoniak (anhörenⓘ) (* 2. Juli 1967 in Wałbrzych) ist ein polnischer Politiker. Vom 2. August 2011 bis zum 16. November 2015 war er Verteidigungsminister Polens. Seit dem 13. Mai 2024 ist er Innenminister. Zuvor war er seit dem 13. Dezember 2023 Minister ohne Geschäftsbereich und Koordinator der Sicherheitsdienste der Republik Polen, ein Amt, das er auch weiterhin bekleidet.

## Leben
Tomasz Siemoniak studierte an der Handelshochschule Warschau (SGH) und war Stipendiat an der Universität Duisburg. Während seines Studiums war er Mitglied des Unabhängigen Studentenverbandes und war deren Vorsitzender für die Handelshochschule Warschau. 1994 bis 1996 arbeitete er bei Telewizja Polska und war dort unter anderem Direktor des 1. Programms. 1997 wurde er Koordinator des Programms Medien und Demokratie des Instytut Spraw Publicznych (Institut für öffentliche Angelegenheiten). 1998 wurde er Direktor der Abteilung für Presse und Information im Verteidigungsministerium und blieb in dieser Position bis 2000. Im selben Zeitraum war er Mitglied im Gemeinderat Warszawa Centrum. Ab Dezember 2000 bis Juli 2002 war er stellvertretender Stadtpräsident Warschaus. Zugleich war er von 1998 bis 2002 stellvertretender Vorsitzender des Aufsichtsrates der polnischen Presseagentur (Polska Agencja Prasowa). In den Jahren 2002 bis 2006 war Siemoniak Mitglied des Vorstandes von Polskie Radio. Vom November 2006 bis November 2007 war er Vizemarschall der Wojewodschaft Masowien. Am 26. November 2007 wurde er zum Staatssekretär, und damit stellvertretendem Minister, des Innenministeriums. Am 2. August 2011 übernahm er schließlich das Amt des polnischen Verteidigungsministers von Bogdan Klich, der am 29. Juli 2011 auf Grund schwerer Versäumnisse auf Seiten des polnischen Militärs im Zusammenhang mit dem Flugunfall von Smolensk 2010 zurückgetreten war. Dieses Amt hatte er bis zum Wahlsieg der Opposition inne, sein Nachfolger war der PiS-Politiker Antoni Macierewicz.
Am 13. Dezember 2023 wurde Siemoniak im Kabinett Tusk III zum Minister ohne Geschäftsbereich und Koordinator der Sicherheitsdienste vereidigt.
Tomasz Siemoniak ist verheiratet und hat zwei Kinder.